# Kojima KE009
Chronologie des modèles (1977)
Kojima KE007 Aucun
La Kojima KE009 est une monoplace de Formule 1 construite par Kojima Engineering pour courir le Grand Prix automobile du Japon 1977, comme la Kojima KE007 l'a fait l'année précédente, avec Noritake Takahara comme pilote d'usine et Kazuyoshi Hoshino pour Heros Racing.

## Caractéristiques
La KE009 est l'évolution de la Kojima KE007, également conçue par Masao Ono. Il s'agit d'une kit-car, un châssis monocoque en aluminium couplé au classique moteur V8 Ford Cosworth DFV. Cependant, en lieu et place des gommes Dunlop standard, la KE009 est chaussée de gommes japonaises de marque Bridgestone.

## Historique
La monoplace est engagée pour son Grand Prix national en 1977. Le pilote d'usine, Noritake Takahara, se qualifie dix-neuvième devant Gilles Villeneuve sur Ferrari 312 T2 et derrière Ronnie Peterson sur Tyrrell P34. Kazuyoshi Hoshino se qualifie onzième, devant Alan Jones sur Shadow DN8 et derrière Clay Regazzoni sur Ensign N177. Ils sont tous deux entre 1 et 2 secondes plus lent que la pole position de Mario Andretti sur Lotus 78.
Lors du départ, Takahara abandonne très rapidement puisqu'il est victime d'un carambolage avec Andretti et Hans Binder. Hoshino est très vite relégué en fond de peloton mais parvient petit à petit à remonter jusqu'à sa place d'origine et termine la course onzième, à deux tours du vainqueur James Hunt. C'est la deuxième et dernière course d'une Kojima en Formule 1, L'écurie se concentrant sur les championnats japonais. L'auto est notamment pilotée, au cours de l'année, par Keke Rosberg.

## Résultats en championnat du monde de Formule 1
| Saison | Écurie                   | Moteur               | Pneus       | Pilotes           | Courses | Courses | Courses | Courses | Courses | Courses | Courses | Courses | Courses | Courses | Courses | Courses | Courses | Courses | Courses | Courses | Courses | Points inscrits | Classement |
| Saison | Écurie                   | Moteur               | Pneus       | Pilotes           | 1       | 2       | 3       | 4       | 5       | 6       | 7       | 8       | 9       | 10      | 11      | 12      | 13      | 14      | 15      | 16      | 17      | Points inscrits | Classement |
| ------ | ------------------------ | -------------------- | ----------- | ----------------- | ------- | ------- | ------- | ------- | ------- | ------- | ------- | ------- | ------- | ------- | ------- | ------- | ------- | ------- | ------- | ------- | ------- | --------------- | ---------- |
| 1977   | Kojima Engineering       | Ford-Cosworth DFV V8 | Bridgestone |                   | ARG     | BRÉ     | AFS     | USO     | ESP     | MON     | BEL     | SUÈ     | FRA     | GBR     | ALL     | AUT     | P-B     | ITA     | USE     | CAN     | JAP     | 0               | Non classé |
| 1977   | Kojima Engineering       | Ford-Cosworth DFV V8 | Bridgestone | Noritake Takahara |         |         |         |         |         |         |         |         |         |         |         |         |         |         |         |         | Abd     | 0               | Non classé |
| 1977   | Heros Racing Corporation | Ford-Cosworth DFV V8 | Bridgestone | Kazuyoshi Hoshino |         |         |         |         |         |         |         |         |         |         |         |         |         |         |         |         | 11e     | 0               | Non classé |